# AlterGeo (компания)
AlterGeo (ранее известная как Wi2Geo) — российская компания, которая занимается разработкой гибридной технологии определения местоположения мобильных устройств по Wi-Fi, WiMAX, GSM, GPS, CDMA, IP и другим параметрам, а также создатель геосоциальной сети AlterGeo и рекомендательного сервиса Gvidi. Резидент «Сколково». В числе инвесторов AlterGeo: Intel Capital, Almaz Capital Partners, Эстер Дайсон, Kite Ventures и AddVenture. Компания неоднократно становилась финалистом и лауреатом российских и международных конкурсов и премий в области технологий и медиа.

## История развития
В 2006 году у студента Московского авиационного института Дениса Алаева возникла идея о том, что по Wi-Fi можно определять местоположение объектов. Он выбрал навигацию по Wi-Fi в качестве темы кандидатской диссертации. Дальнейшие исследования показали: это действительно возможно, и, более того, точность позиционирования по Wi-Fi в городских условиях выше, чем у GPS.
В 2008 году Денис Алаев с товарищами основал компанию Wi2Geo (сокр. от англ. «wireless to geography»), которая тогда же получила посевные инвестиции от AddVenture в размере 50 тысяч долларов США. Летом 2008 года компания объявила о запуске системы навигации по Wi-Fi, а также открыла основанный на данной технологии геосоциальный сервис AlterGeo для веб- и мобильных интернет-пользователей.
В 2009 году компания предоставила картографический сервис порталу InTheCity.ru — для его пользователей. Тогда же LiveJournal начал использовать автоматическое определение местоположения при помощи технологии Wi2Geo (AlterGeo).
В том же году компания привлекла инвестиции в размере около 1 миллиона долларов США от Kite Ventures.
В июне 2011 года блокирующий пакет AlterGeo (чуть больше 25 % акций) был приобретён за 10 миллионов долларов США группой инвесторов, включающих венчурные фонды Intel Capital и Almaz Capital Partners, а также известную американскую предпринимательницу Эстер Дайсон.
С сентября 2012 года AlterGeo упоминается в официальных сообщениях Фонда "Сколково" как действующий резидент кластера информационных технологий инновационного центра "Сколково".
7 ноября 2012 года компания выпустила рекомендательный сервис Gvidi, который в июле 2013 года вышел на американский рынок.
9 декабря 2014 года компания открыла систему гиперлокальной рекламы Local Hero.

## Технология

### Разработки, текущий статус, планы
Изначально определение координат опиралось на точки беспроводной связи Wi-Fi, поэтому работало только там, где они есть — в больших городах, для которых составлена карта покрытия. К настоящему времени это Москва, Санкт-Петербург, Киев, Рига, Новосибирск, Иркутск и Екатеринбург. Местоположение устройств фиксировалось методом триангуляции по точкам Wi-Fi. В общем виде принцип работы технологии выглядел достаточно просто: программа на клиентском устройстве определяла уровни сигнала и идентификаторы всех «видимых» точек доступа и отсылала эти данные на сервер. Сервер по заранее составленной карте покрытия пытается определить примерное местоположение, которое соответствовало этим данным, и отсылал готовые координаты обратно клиенту. Далее эти координаты можно было, например, отрисовать на карте, использовать для поиска ближайших объектов и т. д.
Компания продолжила исследования и разработки в области позиционирования с целью расширить круг параметров, по которым её система может определять местоположение мобильных устройств. Так, в настоящее время в расчёт берутся не только точки Wi-Fi, но и WiMAX, сигналы базовых станций GSM, GPS, LTE, а также IP-адреса и сетевое окружение, причём в комбинированном виде, что призвано обеспечить наибольшие точность и достоверность результатов. AlterGeo намеревается усилить исследовательскую составляющую в своей работе, чтобы усовершенствовать алгоритм определения местоположения по сетевому окружению и продолжать развивать уникальный гибридный механизм геолокации с комплексным применением всех доступных методов.
В настоящее время геолокационная система AlterGeo ежедневно по всему миру позиционирует более чем 100 миллионов уникальных устройств и обслуживает свыше 400 млн запросов местоположения, а также включает в себя:
- серверные алгоритмы вычисления местоположения;
- базу данных из более чем 135 миллионов уникальных Wi-Fi/GSM/WiMAX/LTE точек с координатами по всему миру;
- API для партнёров и SDK для основных мобильных платформ (iOS, Android, Symbian, Windows Phone, Windows, Mac OS)[1].

### Покрытие и партнёрства
Система имеет покрытие в России, СНГ, Европе и Южной Америке. Среди клиентов AlterGeo по использованию системы определения местоположения пользователей на данном этапе уже есть Badoo, Mail.Ru, 2GIS, LiveJournal и другие, в 2009—2010 гг. компания активно сотрудничала с «Яндексом» по проекту мобильных «Яндекс. Карт». В целом, текущие партнёрства охватывают Россию и СНГ, Великобританию, Францию, Италию, Испанию, Бразилию, а также ряд иных стран и регионов.
В рамках проекта AlterGeo была также разработана схема применения технологии определения местоположения в онлайн-рекламе. На её основе осенью 2011 года одна из крупнейших рекламных сетей Рунета «Бегун» запустила геоконтекстную медийную рекламу. Охват аудитории рекламной сети «Бегуна» на тот момент, по данным TNS Web Index, составлял более 26 млн пользователей.
Всего же, по данным официального сайта платформы AlterGeo, компания сформировала три основных вида технологической продукции:
- SDK гибридного позиционирования;
- геотаргетирование рекламы;
- навигация в зданиях[19].

### Конкурентная среда
В AlterGeo считают, что по сравнению с методиками компаний из числа лидеров мирового рынка технологий геопозиционирования — Skyhook Wireless, Google и Apple — развиваемое решение AlterGeo является более многогранным (опирается на большее количество источников геоданных и способно их комбинировать для достижения лучшей точности и достоверности измерений), более универсальным (может свободно использоваться сторонними компаниями и поддерживается практически на любых устройствах), а также максимально приближённым к партнёрам (позволяет полностью лицензировать технологию и работать в режиме «on-premises solution»).

### Модули дляPC
- MagicScanner[20] — модуль для операционной системы PC. Поддерживаются платформы Windows и MacOS. Необходим для работы некоторых плагинов. Последняя версия — 2.0 (от 5 мая 2009 года).
- Yason — приложение для PC[21]. Поддерживается только Windows. Позволяет искать POI (точки интереса), а также бесплатные точки доступа.
- Плагин для Mozilla Firefox[22]. Последняя версия 1.0.8 от 10 апреля 2009 года.
- Плагин для Skype[23].
- Плагин для Miranda[24].
- Плагин для QIP[25]. Последняя версия от 3 июля 2009 года.

## Другие проекты

### Геосоциальный сервис AlterGeo
Запущенный в 2008 году сервис AlterGeo для широкой Интернет-публики — многофункциональный кросс-платформенный геосоциальный сервис, который позволяет пользователям в зависимости от их текущего местоположения находить поблизости и выбирать интересные места для отдыха, делиться с друзьями рекомендациями и фотографиями, выигрывать виртуальные и реальные награды, а также получать скидки и бонусы в городских заведениях.

### Рекомендательный сервис Gvidi
Gvidi - бесплатный мобильный сервис по интеллектуальному поиску и подбору ресторанов, кафе, баров и других заведений общественного питания на основе личных предпочтений конкретного человека. С помощью алгоритмов коллаборативной фильтрации Gvidi изучает вкусы и пристрастия пользователей и выдаёт персональные рекомендации относительно того, какие именно близлежащие места могут понравиться тому или иному пользователю.

### Система гиперлокальной рекламы Local Hero
Local Hero - первая в России общедоступная система размещения гиперлокальной медийной интернет-рекламы, которая позволяет мгновенно публиковать баннеры на миллионах крупнейших сайтов Рунета и обеспечивает их демонстрацию только на персональных компьютерах и мобильных устройствах, находящихся на небольшой целевой территории вплоть до городского квартала (минимальный радиус - 500 метров).

## Признание и награды
Эксперты неоднократно отмечали разработчиков AlterGeo за создание технологии позиционирования и навигации и одноимённого пользовательского сервиса. В частности, компания стала победителем престижной международной премии The Europas (недоступная ссылка) в 2013 году как лучший российский стартап и была включена в шортлист в номинации "Лучший стартап в сфере транспорта, путешествий и окружающей среды", а также Bully Awards и «Кубка техноваций», финалистом рейтингов Red Herring Top 100 Europe и Red Herring Top 100 Global, в финал которых в своё время выходили такие лидеры рынка, как Facebook, Twitter, Google, Yahoo, Skype, eBay, «Яндекс», «Лаборатория Касперского» и некоторые другие проекты и предприятия.
Кроме того, в 2013 году AlterGeo вместе с компаниями "Яндекс", Ozon и Ecwid вошла в число четырёх крупнейших IT-компаний России - "будущих титанов" технологической отрасли по версии Financial Times. Ранее журнал Informilo называл AlterGeo в числе Russia’s Top 25 Hottest Tech Companies, а PC Magazine включил веб-сервис в первую двадцатку интернет-сайтов, достойных внимания.
Gvidi, проект компании AlterGeo, — лауреат европейской премии Bully Awards 2013, победитель международного конкурса Tactrick Android Developer Cup в номинации «Лучшая идея», II Конкурса Apps4All в номинации «Лучшее приложение с использованием сервисов Google на других платформах» и , а также финалист конкурса питчей StartupWomen: Food Startups.
Проектам компании AlterGeo и Gvidi присвоен высший индекс привлекательности "ААА" по версии Russian Startup Rating.